# محكم بن الطفيل الحنفي
محكم بن الطفيل بن سبيع بن مسلمة بن عبيد الحنفي البكري (ت 11 هـ / 633م) من كبار أهل اليمامة، ومن سادات قبيلة بني حنيفة، وكان إرتد عن الإسلام مع مسيلمة الكذاب وجعله مسيلمة وزيراً له، ثم إشترك مع مسيلمة في قتال المسلمين حتى قُتَل في معركة الحديقة قال شمس الدين الذهبي: «لما أنهزم أتباع مسيلمة في معركة الحديقة، قال محكم بن الطفيل: يا بني حنيفة أدخلوا الحديقة فإني سأمنع أدباركم، فقاتل دونهم ساعة وقُتَل». وقال محمد بن جرير الطبري: «قاتل محكم بن الطفيل دون بني حنيفة ساعة ثم قتله عبد الرحمن بن أبي بكر». وقال ابن كثير الدمشقي: «جعل مسيلمة الكذاب محكم بن الطفيل على ميمنة جيشه في معركة الحديقة».

## نسبه
هو محكم بن الطفيل بن سبيع بن مسلمة بن عبيد بن ثعلبة بن يربوع بن ثعلبة بن الدول بن حنيفة بن لجيم بن صعب بن علي بن بكر بن وائل الحنفي البكري قال ابن حزم: «وكان محكم بن الطفيل أشرف في قومه بني حنيفة من مسيلمة الكذاب وقتل يوم اليمامة». وقال ابن دريد: «كان يقال له محكم اليمامة».

## ردته ومقتله
قال الواقدي كتب حسان بن ثابت إلى محكم بن الطفيل وزير مسيلمة الكذاب بأبياتٍ يقول فيها:
ولما وصل هذا الشعر إلى محكم بن الطفيل قرأهُ وأرسل إلى وجوه بني حنيفة وجمعهم وقال لهم: «يَا بَنِي حَنِيفَةَ، هَذَا خَالِدُ بْنُ الْوَلِيدِ قَدْ سَارَ إِلَيْكُمْ فِي جَمْعِ الْمُهَاجِرِينَ، وَإِنَّكُمْ تَلْقَوْنَ غَدًا قَوْمًا يَبْذُلُونَ أَنْفُسَهُمْ دُونَ صَاحِبِهِمْ، فَابْذُلُوا أَنْفُسَكُمْ دُونَ صَاحِبِكُمْ». وقال وثيمة بن موسى: «بعث الزبرقان بن بدر التميمي الحصين بن هريم التميمي إلى محكم بن الطفيل ينهاه عن الإرتداد، ويدعوه إلى الرجوع إلى الإسلام». ولكن محكم بن الطفيل بقي متمسكاً بردته وإتباعه لمسيلمة الكذاب وقال أبياتاً يتوعد بها المسلمين.
فسار خالد بن الوليد بمن معه من المسلمين إلى اليمامة ونزل وادياً من أوديتها وبث الخيل فيها، فأتوه بنفرٍ من بني حنيفة فيهم مجاعة بن مرارة الحنفي وكان من أشراف بني حنيفة، ثم سار خالد ونزل بموضعٍ في اليمامة يُقَال له عقرباء وضرب عسكره هناك، وخرج مسيلمة الكذاب بمن أتبعه ونزل بحذاء خالد، ولما كان من الغد عبى الطرفين معسكرهم، فجعل خالد بن الوليد على ميمنته زيد بن الخطاب وعلى ميسرته أسامة بن زيد وعلى الجناح البراء بن مالك. ثم دنى القوم بعضهم من بعض وأقتتلوا قتالاً شديداً وكان الظفر فيه للمسلمين فقتلوا من بني حنيفة مقتلةً عظيمة. قال الواقدي خرج محكم بن الطفيل يطلب المبارزة وهو يقول:
فخرج له ثابت بن قيس الأنصاري وطعنه في خاصرته طعنةً نكسهُ عن فرسه قتيلاً. وأما ابن إسحاق فقال: «كان الذي قتل محكم اليمامة بن طفيل عبد الرحمن بن أبي بكر الصديق وكان محكم قد سد ثلمة الحصن فرماه عبد الرحمن في نحره بسهمٍ فقتله ودخل المسلمون من تلك الثلمة». وقال حنيف بن عمير اليشكري وكان من المسلمين من أهل اليمامة الذين ثبتوا على إسلامهم فقال بعد مقتل محكم بن الطفيل وهزيمة مسيلمة الكذاب ومقتله: